# Vanity Fair
Vanity Fair är en amerikansk månadstidning, som erbjuder en blandning av artiklar om kultur, kända personer inom underhållning, politik och aktuella händelser. 

## Bakgrund
Vanity Fair var egentligen en helt annan tidning som grundades som en brittisk veckotidning 1868 av Thomas Gibson Bowles. Tidningen upphörde 1914. 1913 köpte den amerikanske affärsmannen Condé Nast herrtidningen Dress och döpte om den till Dress and Vanity Fair, samtidigt som han köpte rättigheterna att använda namnet Vanity Fair i USA. 
Den ursprungliga tidningen utgivning upphörde 1936, men den återuppstod 1983 och publiceras genom Condé Nast Publications.
1991 började Vanity Fair ge ut en internationell utgåva från Storbritannien (Vanity Fair London), och därefter har separata utgåvor gjorts för Frankrike, Italien, Mexiko, Spanien och Tyskland.
Christopher Hitchens var kolumnist i Vanity Fair fram till sin död. Annie Leibovitz har återkommande gjort uppmärksammade fotografier för Vanity Fair.
Tidningen avslöjade 31 mars 2005 att W. Mark Felt var Watergate-källan Deep Throat i Washington Posts artiklar i ämnet som ledde till Richard Nixons avgång 1974.